# Nappa, England
Nappa är en by och tidigare civil parish i Hellifield, i kommunen North Yorkshire, Storbritannien. Den ligger i grevskapet North Yorkshire och riksdelen England, i den centrala delen av landet, 300 km nordväst om huvudstaden London. Nappa var en civil parish 1866–2014 när blev den en del av Hellifield. Civil parish hade 14 invånare år 1961. Byn nämndes i Domedagsboken (Domesday Book) år 1086, och kallades då Napars.